# Hans Weiher
Hans Weiher herbu Skarzyna – ojciec Klausa Weihera, uznawanego za protoplastę polskiej linii Weyherów.
Pierwsze wzmianki o Hansie Weiherze i jego związkach z Pomorzem:
- W okresie wojny trzynastoletniej (1454–1466) był prawdopodobnie zwolennikiem Krzyżaków.
- W 1466 roku Weiherowie zajmują w ziemi lęborsko-bytowskiej wiele zaszczytnych stanowisk (starostów, sędziów).
- W 1491 roku Hans (Jan) Weiher kupuje posiadłość Gnewino od swego kuzyna Mikołaja Ropke.